# Angerona sordiata
Angerona sordiata är en fjärilsart som beskrevs av Fussl. Angerona sordiata ingår i släktet Angerona och familjen mätare. Inga underarter finns listade i Catalogue of Life.